# Matty Fryatt
Matthew Charles Fryatt (ur. 5 marca 1986 w Nuneaton) – angielski piłkarz występujący na pozycji napastnika w angielskim klubie Nottingham Forest. Wychowanek Walsall, w swojej karierze grał także w takich zespołach jak Carlisle United, Leicester City, Hull City oraz Sheffield Wednesday.